# Conus sannio
Espèce
Conus sannio est une espèce fossile de mollusques gastéropodes marins de la famille des Conidae.

## Taxonomie

### Publication originale
L'espèce Conus sannio a été décrite pour la première fois en 1927 par le malacologiste néo-zélandais Harold John Finlay (d) dans « Transactions of the New Zealand Institute »,.